# Солом-Церен
Солом-Церен — калмыцкий тайши, глава дербетского (дербетовского) улуса в Калмыцком ханстве.

## Биография
Один из тринадцати сыновей дербетского тайши Далай-Батыра (ум. 1637). 
Во время русско-польской войны 1654—1667 годов сын Далай-Батыра — дербетский тайши Солом Церен приходил со своим войском на Дон и Волгу и участвовал в 1661—1667 годах вместе с торгутским тайшой Мончаком в войне против Крымского ханства, что подтверждается союзным русско-калмыцким «шертным» договором от 8 июня 1661 года, а затем в 1672—1674 году, забрав свой улус из Джунгарии, окончательно перекочевал в Поволжье. Солом Церен в 1677 году вместе с калмыцким (торгутским) тайши Аюки признал власть русского царя, который выделил им места для кочевий.
По данным Ю. Лыткина, в 1671 году дербетский тайши Солом Церен оказал военную помощь калмыцкому хану Аюке в противостоянии с хошутским тайшой Аблаем.
В 1677 году вместе с Аюкой Солом Церен со своими подданными признал власть русского царя и «учинился под его Великого Государя Самодержавною высокою рукой в вечном подданстве».
В том же году астраханский воевода, боярин П. М. Салтыков, под Астраханью заключил с главными калмыцкими тайшами шерть (договор). Калмыцкие тайши, торгутские - Аюка, Норбо Замсо и дербетский — Солом Церен, подтвердив статьи прежних договоров, «обязались быть под государевою высокою рукою в вечном подданстве навеки неотступными». 
Несмотря на принятие тайшами русского подданства, отношения между калмыками и донскими казаками продолжали оставаться напряженными. В сентябре 1678 года казаки получили сведения, что к Солом Церену были посланы «для дел государевы люди''» и «''он тех людей от себя не отпущает». 
В ответ казаки начали военные действия против калмыков. Астраханский воевода П. М. Салтыков отправил для прекращения вражды стрелецкого голову Ивана Змеева с отрядом вверх по Волге. Также Пётр Салтыков сообщил царю о усобице среди калмыцких тайшей. И. Змеев встретился с подданными Солом Церена и Аюки и передал через них тайшам воеводский приказ не воевать против донских казаков.
В январе 1678 года в Астрахань прибыли послы от калмыцких тайшей, которые заявили о притеснении со стороны казаков. В свою очередь казаки сообщили, что «калмыки их казаков побивают и городки разоряют и жон и детей их емлют в полон и лошадей и всякую скотину отгоняют». 
Царское правительство поручили служилому кабардинскому князю К. М. Черкасскому уладить калмыцко-казацкие противоречия. В феврале 1678 года из Москвы к Касбулату Черкасскому на помощь был прислан стольник Кирилл Козлов с царским указом, в котором князю К. М. Черкасскому поручалось организовать мирный съезд между калмыками и казаками. Тайши Солом Церен и Аюка получили богатые царские подарки. Князь Касбулат Черкасский должен был раздавать калмыкам табак и призывать их на военную службу на Украину для борьбы против крымских татар.
В 1679—1680 годах калмыцкие тайши Аюка и Солом Церен начали враждебные действия против русских приграничных городов и поселений. В 1681—1683 годах калмыцкие тайши во главе с Аюкой приняли участие в башкирском восстании против русского владычества.
В 1683 году в окрестностях Астрахани калмыцкие тайши Аюка, Норбо Замсо и Солом Церен встретились для переговоров с царским представителем, боярином князем Андреем Ивановичем Голицыным. Главные тайши вновь принесли шерть (присягу) на верность русскому царю. Дербетский тайши Солом Церен принес присягу за себя и своего сына Менко-Темира.
Солом Церену наследовал его сын Менко-Темир.